# Comenda da Paz Chico Xavier
Instituída em 1999 pelo Governo de Minas Gerais, a Comenda da Paz Chico Xavier (nome em homenagem ao médium e filantropo mineiro Chico Xavier) é uma condecoração outorgada anualmente em homenagem a pessoas físicas ou jurídicas que trabalham pela paz e pelo bem estar social. Idealizada pelo político Paulo Piau, foi instituída pela Lei 13.394/1999, a decreto do então governador de Minas Gerais, Itamar Franco. A solenidade da condecoração, incluindo a entrega da "Medalha Comenda da Paz Chico Xavier", acontece em Uberaba, cidade onde Chico Xavier passou grande parte da vida.

## Histórico
A Comenda da Paz Chico Xavier, segundo o livro homônimo do procurador de justiça Joaquim Cabral Netto - presidente do Conselho da Comenda -, “Tem como fundamento uma visão abrangente: contribuições de realce em prol da compreensão e da tolerância social, política e religiosa entre os homens; da fraternidade entre as pessoas, seus grupos sociais ou Nações. E, nesse sentido, ela abrange toda conduta que se volte para esse objetivo nos campos do pacifismo, literário, artístico, cultural, na realização de pesquisas cientificas e tecnológicas; no combate à fome e à miséria; no fortalecimento ou desenvolvimento espiritual da humanidade, em linhas gerais, por todas as ações que busquem promover a dignidade humana.”